# The Masters of the Celtic Accordeon - The Big Squeeze
The Masters of the Celtic Accordeon – The Big Squeeze is een Ierse cd uit 1988 waarop een zevental Ierse en Amerikaanse (van Ierse afkomst) accordeonisten hun muziek laten horen. Er wordt gebruikgemaakt van de normale knopaccordeon en de diatonische accordeon.

## De nummers op de cd zijn
1. Johnny Allen's/Sporting Nell - Billy McComiskey/Sean McGlynn
2. The Miller Of Draughin/The Humours Of Castlefin - Paddy O'Brien
3. The High Reel/Geoghegan's - Joe Burke
4. Maids Of Selma/Larry Redican's/Dancing Tables - Jimmy Keane
5. Crossing The Shannon/Lad O'Beirne's/The Rough Road - James Keane
6. Andy Stewart's/The Harsh February - Phil Cunningham
7. Desnaunay/The Petticoat I Bought In Mullingar - John Whelan
8. Sweeney's Wheel - Jackie Daly
9. The Bucks Of Oranmore - Joe Burke
10. The Spike Island Lassies/The Humors Of Tulla - Billy McComiskey
11. Lady Lyle/Liz Carroll's - Paddy O'Brien
12. La Bastringue - Jackie Daly
13. The Connaughtman's Rambles/The Cat In The Corner - Joe Burke
14. Master Crowley's/Crowley's #2 - James Keane
15. Lament From Eoin Rhua/The March Of The Gaelic Order - Paddy O'Brien
16. The Yellow Tinker/The Sally Gardens - Billy McComiskey
17. Tom Flemming's/Kitty's Wedding/Sean McGuire's - John Whelan
18. Jackson's #2/Jean's Reel/The Moving Cloud - Phil Cunningham